# Julien Maggiotti
Julien Maggiotti (Bastia, 9 september 1995) is een Frans voetballer die sinds 2023 uitkomt voor SC Bastia.

## Carrière
Maggiotti genoot zijn jeugdopleiding bij GC Lucciana. Hij stroomde uiteindelijk door naar het eerste elftal en speelde met de Corsicaanse club een paar seizoenen in de Championnat National 3. In 2020 versierde hij een transfer naar SO Cholet, een club uit de Championnat National. Toenmalig Cholet-trainer Stéphane Rossi kende Maggiotti nog van vroeger, mede doordat hij nog met zijn vader had gevoetbald bij Lucciana.
Na een seizoen bij Cholet stapte hij over naar reeksgenoot Stade Lavallois. In zijn eerste seizoen bij Les Tango werd hij kampioen in de Championnat National. Maggiotti, die dat seizoen goed was voor zes goals en elf assists, kreeg op het einde van het seizoen een plaatsje in het competitie-elftal van het seizoen. Ook individueel viel hij in de prijzen: hij werd uitgeroepen tot beste speler van de maand januari 2022, en door de eigen supporters werd hij verkozen tot beste speler van het seizoen.
In juni 2022 stapte hij transfervrij over naar de Belgische eersteklasser Sporting Charleroi, die hem evenwel meteen weer uitleende aan Stade Lavallois. Toen de Ligue 2 in november 2022 werd stilgelegd voor het WK 2022, had Maggiotti al zeven competitiegoals en vier -assists achter zijn naam staan. In diezelfde maand november sloeg het noodlot echter toe: Maggiotti scheurde de kruisbanden van zijn rechterknie tijdens een oefenwedstrijd tegen Stade Briochin. Pas in mei 2023 kon hij zijn wederoptreden maken.
In juli 2023 maakte Maggiotti de definitieve overstap van Charleroi naar SC Bastia.